# Robert Costanzo

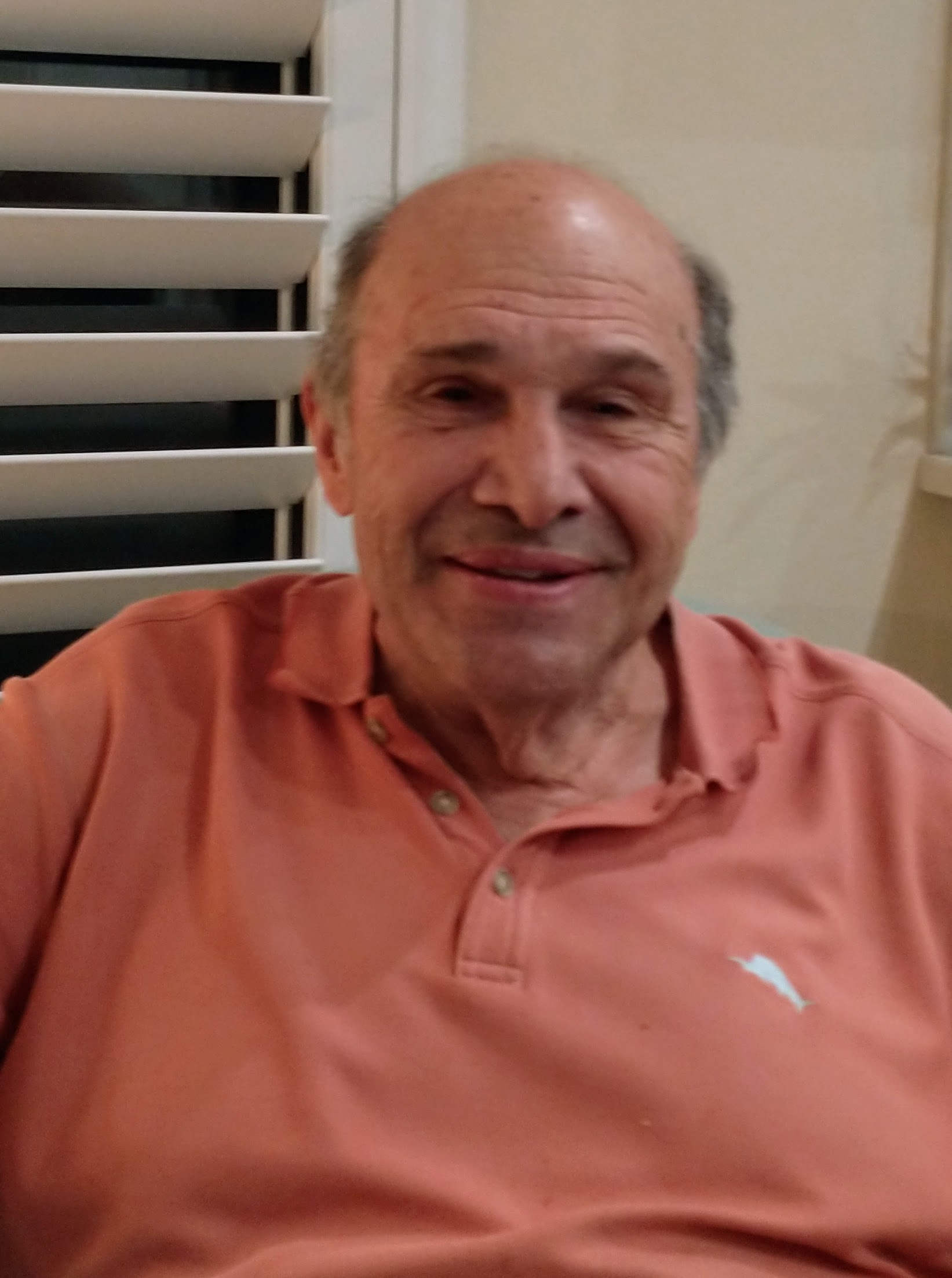
Robert Costanzo, 2021

Robert Jason „Bob“ Costanzo (* 20. Oktober 1942 in Brooklyn, New York City, Vereinigte Staaten) ist ein US-amerikanischer Schauspieler. Gelegentlich tritt er auch unter Namen wie Robert Constanzo oder Bobby Costanzo auf.

## Leben
Costanzo wurde 1942 als Sohn des Schauspielers Carmine Costanzo in Brooklyn geboren. Seine erste Filmrolle übernahm er 1975 in Sidney Lumets Kriminalfilm Hundstage als Polizist, obwohl er nicht im Abspann aufgeführt wurde. Es folgten Nebenrollen in Filmen wie Der Untermieter oder Nur Samstag Nacht.
Ab Anfang der 1990er Jahre übernahm Costanzo größere Nebenrollen in Filmen wie Die totale Erinnerung – Total Recall als Bauarbeiter Harry, Dick Tracy als Bodyguard, Stirb langsam 2 als Sgt. Lorenzo, City Slickers – Die Großstadt-Helden als Sal und … aber nicht mit meiner Braut – Honeymoon in Vegas als Sidney Tomashefsky.
Neben seinen Filmrollen trat Costanzo auch in zahlreichen Fernsehserien als Gaststar auf und ist auch als Synchronsprecher für Zeichentrickserien wie Batman und Videospiele wie Mafia II tätig.
In seiner über 40-jährigen Laufbahn trat Costanzo in mehr als 200 Filmen und Fernsehproduktionen auf.

## Filmografie (Auswahl)
- 1975: Hundstage (Dog Day Afternoon)
- 1977: Between the Lines
- 1977: Der Untermieter (The Goodbye Girl)
- 1977: Nur Samstag Nacht (Saturday Night Fever)
- 1978: Just Tell Me You Love Me
- 1978: Heißes Blut (Bloodbrothers)
- 1978–1979: Joe & Valerie (Fernsehserie, sechs Folgen)
- 1979–1980: The Last Resort (Fernsehserie, fünfzehn Folgen)
- 1980: Fetty – Der Dicke legt los! (Fatso)
- 1982: Ein Team wie ‘ne Million (Million Dollar Infield)
- 1982: Der Konflikt – Du oder Beide (Shoot the Moon)
- 1983: Ein Richter sieht rot (The Star Chamber)
- 1983: Zwei vom gleichen Schlag (Two of a Kind)
- 1984: Hunter (Fernsehserie, Folge 1x07: Ruffys Tauben)
- 1984: Das turbogeile Gummiboot (Up the Creek)
- 1985: Das Feuerschiff (The Lightship)
- 1986: Die Abenteuer der 5 kleinen Spione (Little Spies)
- 1986: Die Frau vom Boß (The Boss’ Wife)
- 1988: Philadelphia Gang (Crossing the Mob)
- 1989: Hey-la, Hey-la, die Bouffants sind da (My Boyfriend’s Back)
- 1989: Zweimal Rom und zurück (Little White Lies)
- 1989: Columbo: Tödliche Tricks (Columbo Goes to the Guillotine)
- 1990: Die totale Erinnerung – Total Recall (Total Recall)
- 1990: Dick Tracy
- 1990: Stirb langsam 2 (Die Hard 2: Die Harder)
- 1990: Ärger mit Eduard (Masters of Menace)
- 1991: Delusion
- 1991: City Slickers – Die Großstadt-Helden (City Slickers)
- 1992: Heiße Scheine (We’re Talkin’ Serious Money)
- 1992: Fatale Begierde (Unlawful Entry)
- 1992: … aber nicht mit meiner Braut – Honeymoon in Vegas (Honeymoon in Vegas)
- 1992–1995: Batman (Zeichentrickserie, Sprechrolle, 19 Folgen)
- 1993: Die sieben besten Jahre (The Cemetery Club)
- 1993: Der Tod kommt auf vier Pfoten (Man’s Best Friend)
- 1993: New York Cops – NYPD Blue (NYPD Blue, Fernsehserie, sechs Folgen)
- 1993: Batman und das Phantom (Zeichentrickfilm, Sprechrolle)
- 1994: Rave Review
- 1994: North
- 1994: Lady in Waiting
- 1995: The Misery Brothers
- 1995: Lion Strike – Die Faust des Löwen (Lion Strike)
- 1995: Vergiß Paris (Forget Paris)
- 1996: Die Rache des Kartells (For Which He Stands)
- 1996: Adventure Land (Storybook)
- 1996: Vatertag – Ein guter Tag zum Sterben (Underworld)
- 1996: The Batman/Superman Movie (Zeichentrickfilm, Sprechrolle)
- 1997: Lunker Lake
- 1997: Wounded
- 1997: Plump Fiction
- 1998: Batman & Mr. Freeze – Eiszeit (Zeichentrickfilm, Sprechrolle)
- 1998: Can I Play?
- 1998: So gut wie tot (Hoods)
- 1998: Air Bud 2 – Golden Receiver (Air Bud: Golden Receiver)
- 1998: Coole Typen – Freunde wie diese (With Friends Like These...)
- 1998–1999: Hercules (Fernsehserie, neun Folgen)
- 1999: Do You Wanna Dance?
- 1999: The 4th Floor – Haus der Angst (The 4th Floor)
- 2000: Mambo Café
- 2000: Beckys Baby Boogie (Baby Bedlam)
- 2000: Letzte Ausfahrt Hollywood (The Last Producer)
- 2000: Wannabes
- 2001: Ein Schuss unter Freunden (Above & Beyond)
- 2001: Jack – Extrem schräg (MVP: Most Vertical Primate)
- 2001: Nenn’ mich einfach Nikolaus (Call Me Claus, Fernsehfilm)
- 2002: Der Duft des Wahnsinns (The Rose Technique)
- 2003: A Family X-mas
- 2003: Carolina – Auf der Suche nach Mr. Perfect (Carolina)
- 2003: Alex & Emma
- 2003: Batman – Rätsel um Batwoman (Batman: Mystery of the Batwoman, Zeichentrickfilm, Sprechrolle)
- 2004: Mafioso: The Father, the Son
- 2004: Knit Wits
- 2004: Helter Skelter (Fernsehfilm)
- 2004: Volare
- 2005: Down and Derby
- 2005: The Third Wish
- 2005: Searching for Bobby D
- 2005: In the Mix
- 2006: All In – Pokerface (All In)
- 2006: Jesus, Mary and Joey
- 2006–2010: Zeit der Sehnsucht (Days of Our Lives, Fernsehserie, acht Folgen)
- 2007: Urban Decay
- 2007: Banished
- 2007: Frankie the Squirrel
- 2007: Gone
- 2008: Sky Busters – Die Himmelsstürmer (The Flyboys)
- 2008: West of Brooklyn
- 2008: The Big Shot-Caller
- 2008: The Warehouse Job
- 2009: Difficult to Stay Alive and Die
- 2009: Dark Room Theater
- 2010: Undisputed III: Redemption
- 2010: Wild Ride
- 2010: Monster Heroes
- 2010: Shakey Grounds
- 2011: Judy Moody und der voll coole Sommer (Judy Moody and the Not Bummer Summer)
- 2012: Hotchfeld
- 2013: Goat
- 2013: 2 Dead 2 Kill
- 2014: The Last American Guido
- 2016: Stevie D
- 2018: Not For Nothin’ (Fernsehserie, vier Folgen)
- 2018: Champions (Fernsehserie, acht Folgen)
- 2019: 9-1-1: Notruf L.A. (9-1-1, Fernsehserie, eine Folge)
- 2021: Dutch